# Batalla del comboi Espero
La batalla del Comboi Espero, el 28 de juny de 1940, va ser el primer enfrontament de superfície entre vaixells de guerra italians i aliats de la Segona Guerra Mundial. Tres moderns destructors italians de 36 kn (41 mph; 67 km/h) van navegar des de Tàrent cap a Tobruk a Líbia per transportar unitats antitanc de la Milizia Volontaria per la Sicurezza Nazionale, en cas d'un atac blindat des d'Egipte per part del britànics.
Per casualitat, la flota mediterrània estava al mar per dur a terme un escombrat antisubmarí destructor al voltant de Creta i proporcionar cobertura a tres combois aliats cap a Egipte, un des de Turquia i dos des de Malta. Els avions britànics de Malta van detectar els destructors italians i el 7è Esquadró de Creuers es va girar per interceptar-los; una lluita corrent va tenir lloc al sud-oest de Creta, en la qual els destructors es van veure impedits per les seves càrregues i un mar advers.
El destructor italià Espero, capitanejat pel capità de navili Enrico Baroni, va ser enfonsat mentre cobria la fugida dels destructors Zeffiro i Ostro cap a Bengasi ; 53 dels 225 tripulants i passatgers van ser rescatats, tres dels quals van morir a causa de les ferides. Els creuers britànics i australians van gastar una gran quantitat de municions i els combois de Malta van haver de ser ajornats fins que s'haguessin reposat amb els 800 obusos de 6 polzades de reserva. El comboi AS 1 de Turquia va arribar amb seguretat el 3 de juliol.

## Rerefons

### Bel·ligerància italiana
Els enviaments de subministraments italians a la Líbia italiana eren desembarcats als ports de Trípoli [2.000 tones llargues (2.032 t) per dia], Bengasi [1.000 tones llargues (1.016 t) per dia] i Tobruk amb una capacitat inferior a 1.000 tones llargues (1.016 t) per dia, amb alguns lliuraments possibles a Derna i Bardia. Un cop desembarcats, els subministraments i els homes havien de ser traslladats amb camió o petites embarcacions costaneres. A finals de 1939, assumint l'aclaparadora superioritat naval anglo-francesa, el mariscal Pietro Badoglio, cap d'estat major de l'exèrcit italià, va establir una política de manteniment de la seguretat interna i de disposar de subministraments suficients durant un any. El 9 d'abril, Badoglio es va reunir amb els tres caps de servei i els va anunciar
| «          | ...decisió ferma del Duce d'intervenir en el moment i en els llocs que ell esculli. | » |
| — Badoglio |                                                                                     |   |

i va ordenar que el Regio Esercito es mantingués a la defensiva mentre la Regia Marina i la Regia Aeronautica duien a terme operacions ofensives. El 30 de maig, Badoglio va ordenar que els caps de servei estiguessin preparats per a les hostilitats el 5 de juny. Els objectius de la guerra italiana eren lluitar paral·lelament a Alemanya, dominar els Balcans, establir una ruta terrestre cap a l'Àfrica Oriental Italiana i assegurar l'accés a Espanya i al mar Negre.

### Comunicacions marítimes italianes

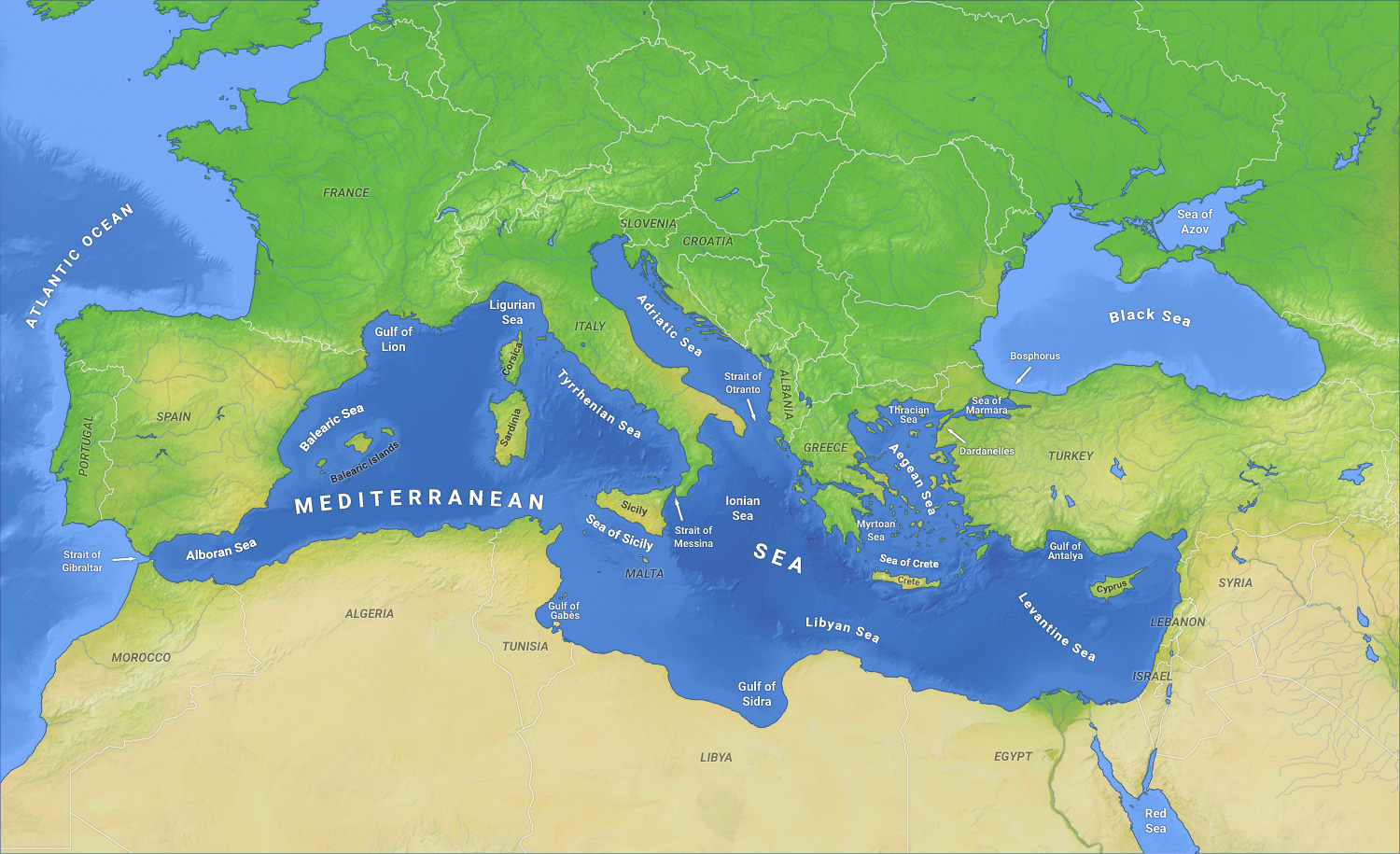
Mapa del mar Mediterrani, que mostra les principals masses d'aigua

L'11 d'abril, el cap d'estat major naval, l'almirall Domenico Cavagnari, va informar dels seus dubtes sobre la possibilitat d'una acció ofensiva contra els oponents que podrien substituir les pèrdues molt més ràpidament que Itàlia. Anar a la guerra amb una estratègia defensiva no tenia precedents i, al final de la guerra, Itàlia podria no tenir guanys territorials, ni armada ni força aèria. La marina planejava mantenir concentrades les seves forces per generar la màxima potència de foc, la qual cosa impedia la protecció de la navegació mercant, excepte en rares ocasions; els francesos a l'oest i els britànics a l'est van significar que el transport de vaixells d'Itàlia a Líbia seria impossible. Mussolini va eliminar aquests dubtes predicant una guerra de tres mesos de durada, quan Líbia disposava de subministraments per a sis mesos.
Només el 10 de juny Benito Mussolini va ordenar que les forces militars a la Líbia italiana fossin reforçades per a les operacions ofensives i que la Regia Marina havia de protegir les rutes de subministrament al Mediterrani central. El 13 de juny va arribar la primera petició de Líbia per a l'enviament de subministraments "imprescindibles". L'any 1940, la Regia Marina tenia dos cuirassats modernitzats i 19 creuers per desafiar les flotes mediterrànies britàniques i franceses de tres portaavions, onze cuirassats i 23 creuers, una superioritat de 4:1 en tonatge, que es podia reforçar des de fora del Mediterrani a voluntat. Els vaixells britànics estaven basats a Gibraltar i Alexandria, sense vaixells basats a Malta i els francesos a Toulon i Bizerta, les principals bases italianes eren Nàpols i Tàrent, amb petites forces basades als ports sicilians. Les forces italianes podien unir-se navegant per l'estret de Messina, però els estrets eren un lloc evident per a una emboscada.

### Potència aèria
La Regia Marina havia advocat per la retenció d'un braç aeri naval després de la Primera Guerra Mundial, però després de la creació de la Regia Aeronautica el 1923, va perdre el control de l'aviació naval. Els defensors de la potència aèria terrestre van menysprear la preferència naval pels portaavions i els avions especialitzats, a favor dels avions terrestres que complissin tots els requisits de l'aviació marítima, a part de l'acceptació de la necessitat de reconeixement per part de "Aviació per la Marina " en què la marina tenia el control operatiu i enviava observadors a dalt. La Regia Aeronautica va seguir la teoria de les operacions aèries independents "segons les seves pròpies regles" i no va prestar prou atenció a les necessitats de la Regio Marina. Els prometedors experiments amb torpedes llançats per aire des de 1918 fins a 1922 van ser ofegats per la nova força aèria independent i fins i tot després de l'exemple dels experiments del Braç Aeri de la Flota britànica amb torpedes, els intents de la Regio Marina el 1938 per aconseguir el control d'un bombarder-torpediner naval havien fallat.

## Preludi

### Operacions navals italianes

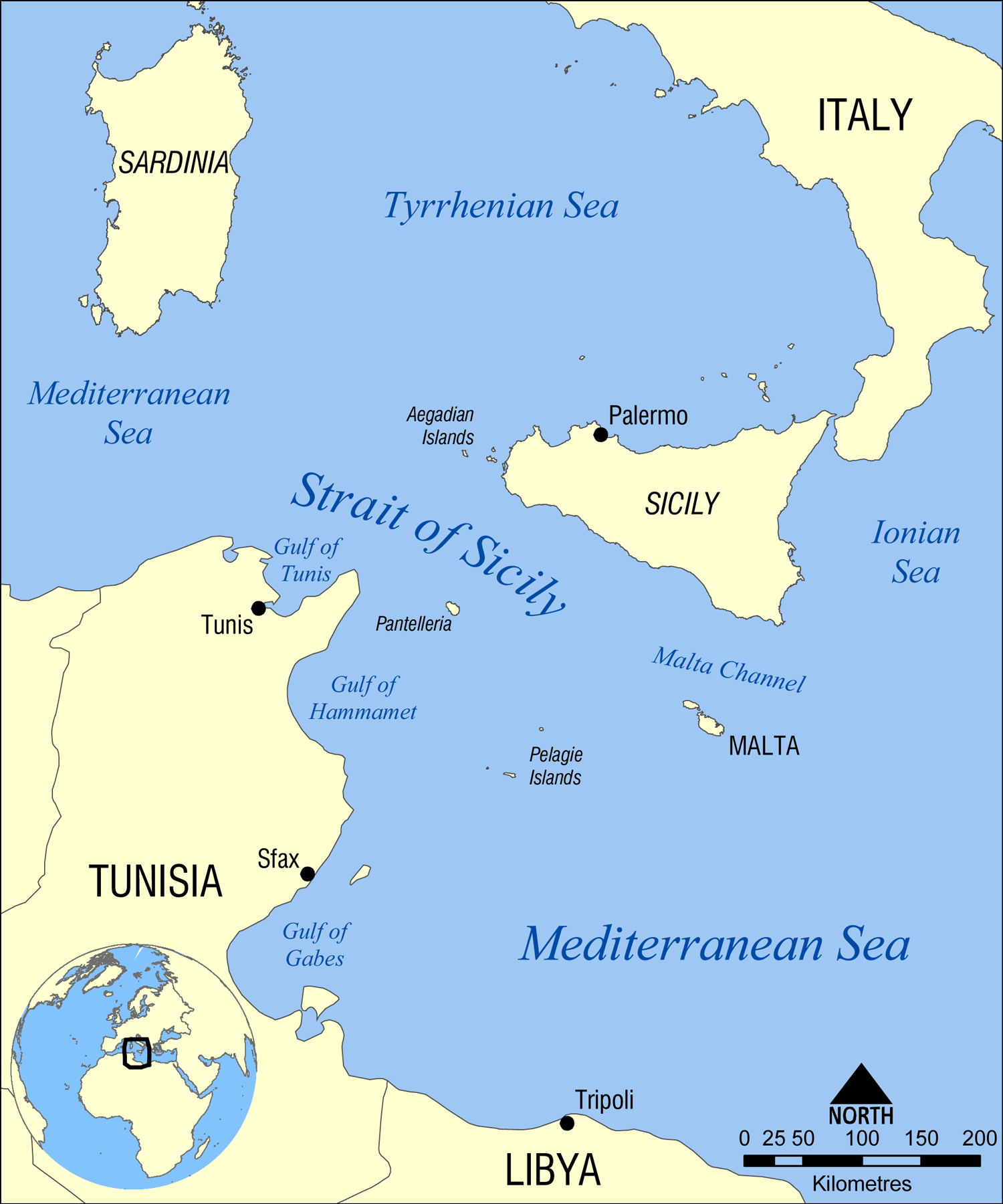
Mapa que mostra l'estret de Sicília

El 10 de juny de 1940, Itàlia va declarar la guerra a Gran Bretanya i França. Badoglio esperava un avanç britànic a Cirenaica (Líbia oriental) dirigit per forces blindades. L'11 de juny, la 3a i la 7a divisions de creuers van dur a terme una patrulla avortada a l'estret de Sicília; l'endemà al matí, dos creuers britànics van ser detectats al sud de Creta cap a l'oest i la 3a Divisió de Creuers i dos esquadrons de destructors van ser enviats per patrullar la ruta cap a Malta. El 1r i el 8è esquadrons de creuers van patrullar el mar Jònic i dos esquadrons de destructors van navegar entre Sicília i Malta. El 12 de juny, dos creuers i quatre destructors britànics van enfonsar un vaixell d'arrossegament italià de la classe Giovanni Berta a Tobruk; el submarí italià Alpino Bagnolini va enfonsar l'HMS Calypso al sud de Creta. De l'11 de juny al 16 d'agost, l'especialista Orata Group va dragar els set cables britànics del fons marí al voltant de Malta i es va endur milers de metres de cable per evitar que es tornessin a connectar.

### Operacions de subministrament italianes
La dificultat d'escortar vaixells mercants fins a Tobruk va portar a la decisió d'utilitzar vaixells de guerra i submarins. El 19 de juny, el submarí Zoea va navegar cap a Tobruk amb munició i l'endemà, un esquadró de destructors dirigit per l'Artigliere va partir d'Augusta cap a Bengasi, portant tropes i canons antitanc. El 25 de juny un comboi amb escortes va sortir de Nàpols cap a Trípoli amb 1.727 soldats i subministraments; el submarí Bragadin va partir cap a Líbia amb equipament per al camp d'aviació de Tobruk. Els destructors de classe Turbine italians del 2n Esquadró de Destructors, Espero (vaixell insígnia, capitano di vascello Enrico Baroni), Zeffiro i Ostro van ser escollits per transportar unitats antitanc, per la seva gran velocitat [36 kn (41 mph; 67 km/h)] i capacitat de càrrega. Dos vaixells d'escorta més petits de l'època de la Primera Guerra Mundial, Pilo i Giuseppe Missori amb 52 homes i subministraments addicionals, van partir de Tàrent de manera independent cap a Tobruk unes hores més tard.

### Operació MA 3
El 27 de juny, cinc destructors havien de navegar des d'Alexandria en una escombrada antisubmarí prop de l'illa Jònica de Citera i navegar cap a Malta per formar l'escorta propera dels combois MF 1 i MS 2 cap a Alexandria. La intel·ligència sobre els submarins italians va fer que l'escombrada fos desviada a través de l'estret de Casos a l'est de Creta, després al nord de l'illa, i des d'allí passant Citera fins a Malta. Els hidroavions Short Sunderland 201 Grup de la RAF, amb seu a Malta, havien de cooperar amb les operacions navals al mar Jònic. Sobre la declaració de guerra italiana, el vaixell de passatgers El Nil, en ruta cap a Egipte des de Marsella, Knight of Malta i el vaixell italià internat Rodi estaven a Malta i a l'Operació MA 3 aquests vaixells van formar el comboi ràpid MF 1 [13 kn (15 mph; 24 km/h)].
Cinc vaixells més lents, Zeeland, Kirkland, Masirah, Novasli i Tweed que transportaven magatzems navals per a Alexandria van formar el lent comboi MS 1 [9 kn (10 mph; 17 km/h)] havia de sortir de Malta cap a Alexandria. L' MF 1 transportava civils evacuats de Malta i tota la flota mediterrània havia de sortir per protegir-los a l'operació MA 5. El comboi AS1, amb set vaixells, havia de navegar des dels Dardanels fins a Egipte, quatre vaixells s'unirien des de Salònica, el Pireui Esmirna, escortat pels creuers lleugers HMS Capetown i Caledon del 3r Esquadró de creuers i els destructors HMS Garland, Nubian, Mohawk i HMAS Vampire, que sortirien del cap Helles a principis del 28 de juny

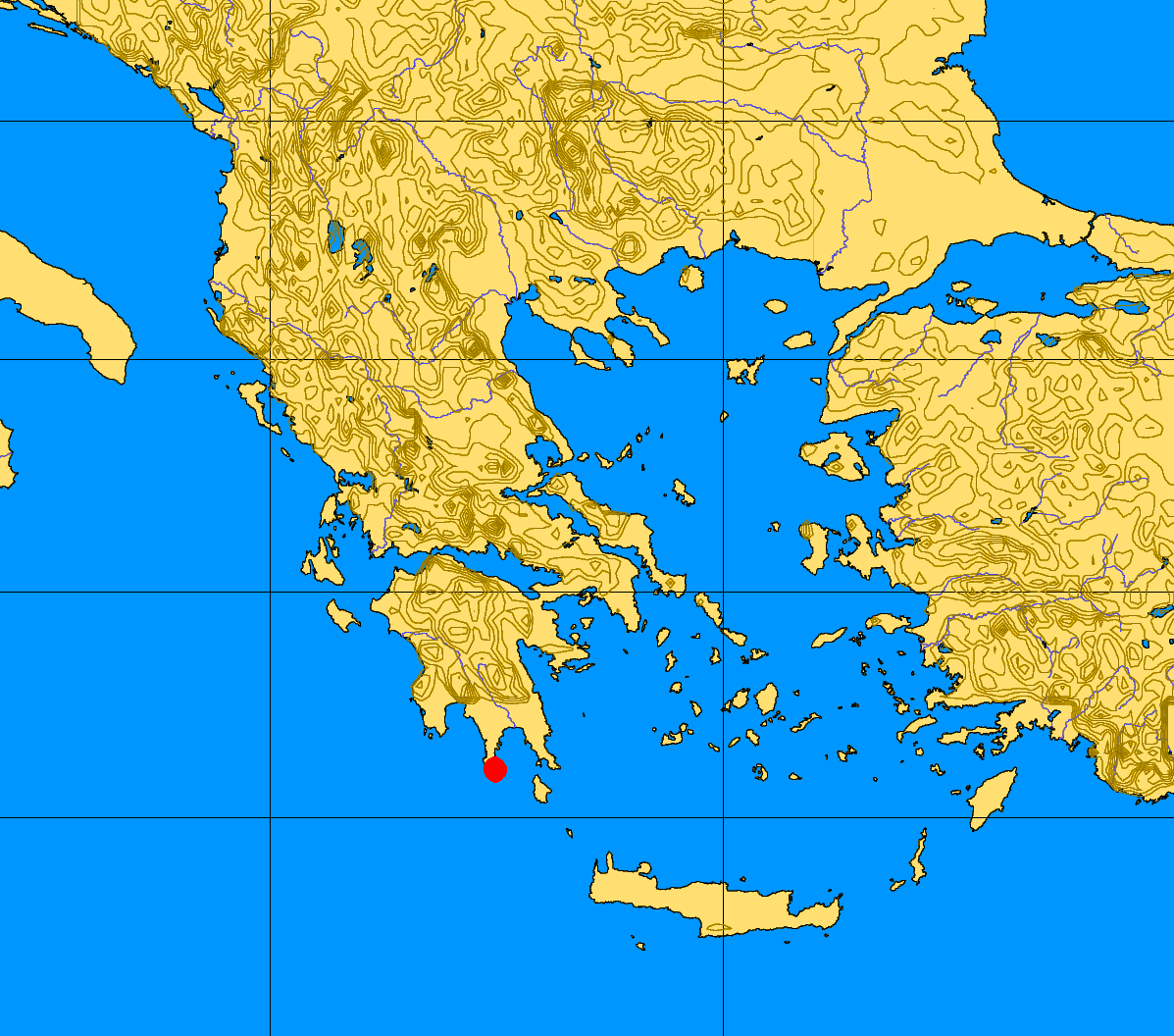
El Cap Matapan (en vermell)

El moment de les sortides es va organitzar de manera que el 30 de juny els tres combois estiguessin a la posició K (35°N, 22°E), al sud del cap Matapan, aproximadament a mig camí entre Malta i Alexandria. Cinc creuers del 7è Esquadró de Creuers (també conegut com a Força C, Vicealmirall John Tovey) amb la 1a Divisió de Creuers, els creuers de la classe Leander (vuit canons de 6 polzades) HMS Orion (vaixell insígnia), Neptune, HMAS Sydney i la 2a divisió de creuers, els creuers de classe Town (Gloucester) (dotze canons de 6 polzades) Liverpool i Gloucester, havien de navegar a l'oest de Creta prop de la posició K.
El 1r Esquadró de Batalla (contraalmirall Henry Pridham-Wippell) amb HMS Royal Sovereign, Ramillies, el portaavions HMS Eagle i la 2a Flotilla de Destructors, s'havia de trobar al sud-oest de Creta també prop de la posició K, disposat a intervenir segons les circumstàncies. A les 6:00 pm del 26 de juny, el Caledon, el Garland i el Vampire van navegar des d'Alexandria per trobar-se amb el Capetown, el Nubian i el Mohawk l'endemà mentre anava cap als Dardanels. Una matinada del 27 de juny, cinc vaixells de la 2a Flotilla de Destructors van partir d'Alexandria i a les 11:00 del matí, el 7è Esquadró de Creuers va marxar cap a la posició K.

### 27 de juny
Quan el sol es va posar, la 2a Flotilla de Destructors de Voyager, Dainty, Decoy, Defender i Ilex es trobava a 200 milles nàutiques (230 milles; 370 km) al nord d'Alexandria. A les 18:28, mentre es trobava a 100 milles nàutiques (115 milles; 185 km) al sud-est de Creta, la flotilla va veure un submarí, el Console Generale Liuzzi, que es va enfonsar ràpidament. Quatre dels destructors van fer atacs de càrrega de profunditat i després el cinquè, Dainty va veure i seguir una taca d'oli. El submarí havia estat molt danyat per la càrrega de profunditat i finalment es va veure obligat a sortir a la superfície. Després d'una caça de noranta minuts, el submarí va ser vist de nou a 2.500 iardes (2.300 m) i dos destructors van disparar contra els submarins.
Es va encendre una llum blanca per indicar una rendició; el Dainty es va acostar i va començar a agafar supervivents, juntament amb altres destructors que baixaven vaixells per recollir els italians que havien agafat l'aigua. Segons una font britànica, van passar tres hores i quinze minuts abans que els dos últims homes del submarí fossin enlairats i el vaixell fos enfonsat amb càrregues de profunditat. Segons fonts italianes, el Liuzzi va ser enfonsat per la seva tripulació; deu homes van morir en el combat, inclòs el comandant tenente Lorenzo Bezzi, que va enfonsar-se amb el submarí.

## La batalla

Posició aproximada del comboi de la Batalla de l'Espero

El 28 de juny, els destructors italians van ser detectats a les 12:10 pm per un Sunderland (L.5806) del 228è Esquadró des de Malta, a uns 50 nmi (58 milles; 93 km) a l'oest de Zakynthos al mar Jònic, a l'oest de Grècia, i a uns 150 nmi (173 milles; 278 km) de la posició K. La tripulació del Sunderland no va donar cap rumb i es pensava que els vaixells italians anaven cap a Kythira; a les 16:10 el 7è esquadró de creuers va girar cap al nord per interceptar els vaixells italians. A les 16:40, un albirament per un Sunderland (L.5803) els va fer encara dirigir-se cap al sud, a uns 35 nmi (40 milles; 65 km) de l'Orion. Tovey va ordenar un gir cap al sud-oest i un augment de la velocitat a 25 kn (29 mph; 46 km/h). Els creuers van navegar en un rumb de 180°, la 1a divisió de creuers, Orion, Neptune i Sydney per revisar els italians a estribord i la 2a divisió de creuers, Liverpool i Gloucester, a uns 5 nmi (6 milles; 9 km) a part d'ells, per avançar-los a port.
Els destructors italians estaven navegant cap al sud-est a gran velocitat quan el Liverpool els va veure a les 18:30, a uns 100 nmi (120 milles; 190 km) al nord de Tobruk; el creuer va començar a disparar tres minuts més tard a 18.000 iardes (8,9 nmi; 10 milles; 16 km). Els vaixells italians tenien la velocitat teòrica per superar els creuers, però la seva edat, càrregues pesades i l'estat del mar van fer que els vaixells britànics s'acostessin lentament. Els italians s'havien pres per sorpresa i no podien llançar torpedes a causa de les seves càrregues de coberta, però eren difícils de colpejar, ja que feien fum, es va reunir la foscor i els vaixells van navegar cap a la llum del sol. A les 19:05 el Neptune va informar de torpedes i els vaixells britànics van canviar de rumb per pentinar la propagació. La 2a Divisió de Creuers es va concentrar a Espero i a les 19:20 havia tancat l'abast a 14.000 iardes (7 nmi; 8 milles; 13 km) i la 1a Divisió va girar 50° cap a estribord per portar totes les seves torres a suport ("obertura' A' arcs"), però l'Espero no va ser colpejat fins a la quinzena salva. Baroni es va adonar que els seus vaixells sobrecarregats estaven condemnats i va decidir sacrificar l'Espero per permetre que els altres dos poguessin escapar, va fer fum i va maniobrar de manera evasiva mentre el Zeffiro i l'Ostro corrien cap al sud-oest. A les 20:00 h l'Espero va ser colpejat i es va aturar.

Esbós de la batalla

A mesura que es feia la nit i faltava munició, Tovey va abandonar la persecució deu minuts més tard i va canviar de rumb cap a Malta. Tovey va ordenar al Sydney que acabés amb l'Espero i quan a 6.000 iardes (3 nmi; 3 milles; 5 km) va rebre dos obusos de l'Espero i va respondre amb quatre salves, anotant cops. L'Espero va començar a cremar des de la proa fins al mig del vaixell i a les 20:35, el Sydney es va tancar a 2.000 iardes (1.829 m) a popa del destructor. Els homes van saltar del vaixell en flames i hi va haver una explosió prop del pont. A les 20:40, amb una llista de gairebé 90°, l'Espero es va enfonsar a 35° 18′ N, 20° 8′ E / 35.300°N,20.133°E. El Sydney va baixar els dos vaixells per rescatar els supervivents i va utilitzar les escales de Jacob i les cadires de Bosun per portar-los a bord. La resplendor de l'Espero abans que s'enfonsés i la presència de submarins italians van fer que l'esforç de rescat s'acabés a les 22:19, quan s'havien recollit els 47 supervivents a la vista. El Sydney va deixar enrere un dels cutters amb rems, veles, aliments, aigua i rifles, il·luminat amb un projector de senyal perquè els supervivents restants poguessin pujar-hi. Tres dels supervivents van morir abans que el vaixell arribés a Alexandria i sis més van ser trobats vius en una bassa pel submarí italià Topazio catorze dies després.

## Després de la batalla

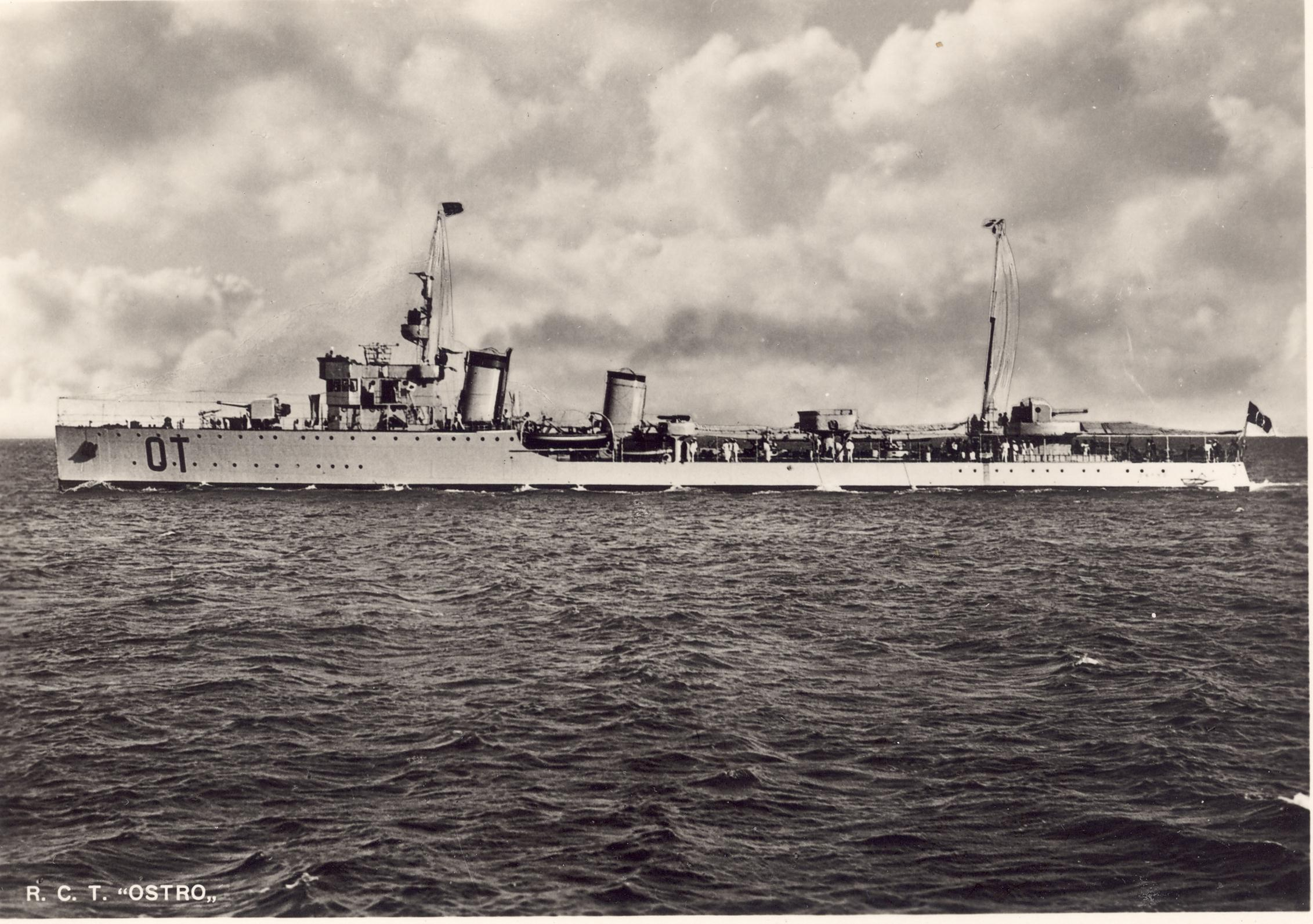
L'Ostro fotografiat fora de Tàrent, l'1 de gener de 1930

El compromís havia durat unes dues hores i deu minuts; el 7è Esquadró de Creuers va disparar uns 5.000 obusos. Un obús italià de 4,7 polzades (120 mm) va colpejar el Liverpool 3 peus (0,91 m) per sobre de la línia de flotació, però va causar pocs danys. Alguns dels presoners del Sydney van revelar el propòsit de l'operació, que l'Espero tenia una companyia de 225 homes i passatgers embarcats i que Baroni havia mort en l'explosió prop del pont. Altres supervivents (inclosos dos oficials), interrogats posteriorment per una comissió d'investigació italiana sobre la pèrdua de l'Espero, van declarar en canvi que Baroni havia sobreviscut a l'explosió només amb ferides lleus, però que havia decidit enfonsar-se amb el seu vaixell. El consum de munició dels creuers britànics va agreujar l'escassetat de munició a Alexandria, on només hi havia 800 obusos de 6 polzades en estoc. La Batalla del Comboi Espero va demostrar que una acció naval a la llum del dia a llarg abast podria ser indecisa i un malbaratament de municions.
La 2a Divisió de Creuers va quedar tan escassa de municions que va tornar a Alexandria i els combois de Malta es van ajornar. La 1a divisió de creuers va arribar a Alexandria l'1 de juliol, després d'haver estat també bombardejada ineficaçment. El comboi AS 1 des de l'Egeu va ser atacat del 29 de juny a l'1 de juliol per avions italians amb base a les illes del Dodecanès, però va arribar sense danys a Alexandria i Port Said els dies 2 i 3 de juliol. El 1998, Greene i Massignani van escriure que si els avions italians haguessin detectat els creuers aliats abans que arribessin a l'abast, els tres destructors podrien haver escapat. Baroni va rebre pòstumament la Medalla d'Or al Valor Militar. La manca de munició i el perill dels submarins italians van fer que les dues travessies del comboi de Malta fossin posposades durant dues setmanes, seguida de l'operació MF 5, que va culminar amb la batalla de Punta Stilo el 9 de juliol de 1940.

### Operacions posteriors

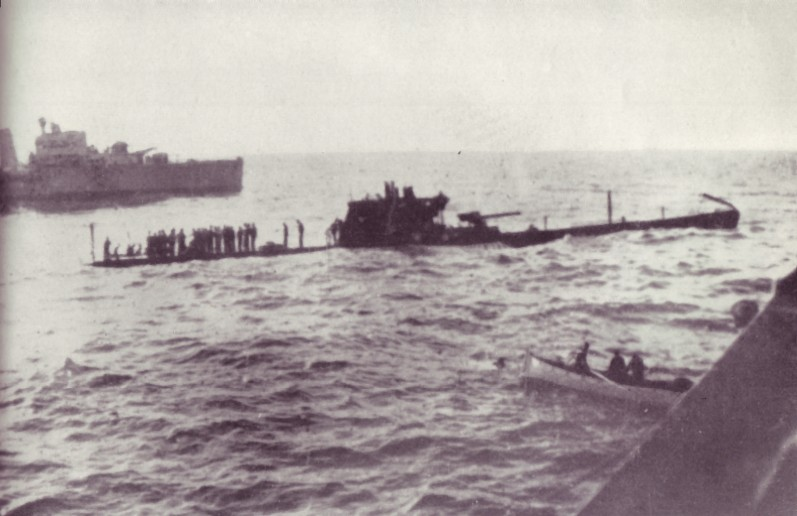
El submarí italià Uebi Scebeli s'enfonsa prop de l'Ilex i el Dainty

A l'alba del 29 de juny, la 2a Flotilla de Destructors va capturar el submarí Uebi Scebeli a la superfície a 160 milles nàutiques (184 milles; 296 km) a l'oest de Creta. El submarí va capbussar i va ser atacat amb carregues en profunditat per tres dels destructors que el van obligar a sortir a la superfície, on van ser rescatats els supervivents. El Dainty va enfonsar el submarí amb trets a les 8:20 del matí; els destructors van anar cap a Alexandria, arribant cap a les 19.00 hores del 30 de juny. Els presoners van parlar d'una línia de patrulla submarina entre Creta i la costa africana i dos destructors van ser enviats des d'Alexandria a Derna en una sortida antisubmarina. Els vaixells van detectar un submarí submergit l'1 de juliol, van atacar i van reclamar el seu enfonsament; quan els vaixells van tornar el 2 de juliol, la reclamació va ser desestimada. El Zeffiro i l'Ostro havien arribat a Bengasi el 29 de juny i van arribar a Tobruk poc després. Els més petits Pilo i Missori també van arribar a Líbia després de ser desviats cap al port de Trípoli.
El 5 de juliol, nou torpediners Fairey Swordfish del 813è Esquadró Aeri Naval, Fleet Air Arm, van volar des de Sidi Barrani, a l'oest d'Egipte, per atacar els vaixells al port de Tobruk. Els Swordfish tenien dotze caces d'escorta de l'Esquadró 33 i l'Esquadró 211 van ametrallar el camp d'aviació, danyant vuit caces Fiat CR.42, també realitzant diverses sortides de reconeixement. El Swordfish va llançar set torpedes al port i va enfonsar el destructor Zeffiro, els mercants Manzoni i Serenitas. El destructor Euro i el transatlàntic Ligúria van resultar danyats. El vespre després de l'atac, el 830è Esquadró Aeri Naval de Malta va bombardejar l'aeròdrom de Catània a Sicília. El Capetown i el Caledon del 3r Esquadró de Creuers, amb quatre destructors, van bombardejar el port de Bardia des de 9.000 iardes (5,1 milles; 8,2 km) a l'alba del 6 de juliol i van colpejar dos vaixells, abans de quedar-se a l'aguait per ajudar les tripulacions de qualsevol avió danyat al la incursió de Tobruk; els avions italians van atacar els vaixells sense efecte. Els canons del Zeffiro van ser rescatats del port i enviats a Bardia per augmentar les defenses costaneres.

## Orde de batalla

### Aliats
Vice-Admiral John Tovey – 7è esquadró de creuers
- 1a divisió de creuers: creuers lleugers Orion, Neptune i HMAS Sydney
- 2a divisió de creuers: creuers de classe Town Liverpool i Gloucester

### Itàlia
Capitano di Fregata Enrico Baroni
- 2n Esquadró de Destructors: Espero (vaixell insígnia), Zeffiro i Ostro[21]